# Футбол в Таджикистане

Логотип Национальной футбольной федерации

Футбол — один из самых популярных и распространенных видов спорта в Таджикистане. Главным руководящим органом таджикского футбола является Федерация футбола Таджикистана, созданная в 1936 году.

## История
Футбол в Таджикистане возник в начале 20-х годов прошлого века. Национальная Федерация Футбола Таджикистана была основана в 1936 году. В 1937 году был проведён первый чемпионат Таджикской ССР, в том турнире участвовали более 20 команд. «Динамо» Сталинабад выиграло тот сезон и впервые стало чемпионом, «Спартак» Ленинабад занял второе место а «Динамо» Кировабад третье место. В том же году «Динамо» дебютировало в Кубке СССР, где победило команду «Спартак» Ташкент со счетом 2:1, однако проиграло команде «Локомотив» Баку со счетом 5:0.
В 1938 году был создан Кубок Таджикской ССР, где «Динамо» обыграло в финале «Спартак» из Ленинабада со счетом 4:0. В 1947 году «Динамо» впервые в истории таджикского футбола вышло в национальный чемпионат СССР. «Динамо» играло в зоне «Средняя Азия», в которой были: «Спартак» Ташкент, ОДО Ташкент, «Локомотив» Ашхабад, «Фрунзе» и команда «Алма-Ата». Результаты того сезона: «Динамо» набрало 25 очков и стало победителем турнира. В сентябре победители шести зональных турниров уехали в Москву, чтобы определить клуб, который в 1948 году будет играть в первой группе чемпионата СССР. «Динамо» заняло лишь 5-е место.
Единственный футбольный клуб из Таджикской ССР участвовавший в Высшей Лиге и Первой Лиге СССР — это команда «Памир» Душанбе, которая выступала три сезона подряд — с 1989 до 1991 года.
Между 1974 и 1992 годами несколько таджикистанских футболистов были членами Сборной СССР и Сборной СНГ по футболу. Ниже представлен список этих футболистов:
| Футболист        | Амплуа     | Сборная | Матчи (голы) | Год выступления |
| ---------------- | ---------- | ------- | ------------ | --------------- |
| Сергей Никулин   | защитник   | СССР    | 3 (0)        | 1974-1979       |
| Эдгар Гесс       | нападающий | СССР    | 1 (0)        | 1979            |
| Олег Ширинбеков  | защитник   | СССР    | 3 (0)        | 1988            |
| Алексей Чередник | нападающий | СССР    | 2 (0)        | 1989            |
| Сергей Мандреко  | нападающий | СНГ     | 4 (0)        | 1992            |

## Федерация футбола Таджикистана

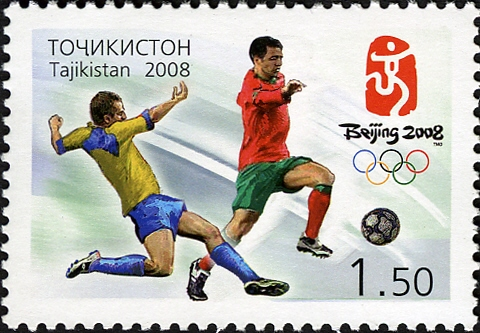
Почтовая марка Таджикистана посвященная футбольному турниру Пекинской Олимпиады 2008 года

Федерация Футбола Таджикистана — организация, осуществляющая контроль и управление футболом в Таджикистане. Штаб-квартира находится в Душанбе. Занимается организацией национального чемпионата, сборных страны, поддержкой, развитием и популяризацией всего футбола в целом. Национальная футбольная федерация Таджикистана создана в 1939 году и вступила в АФК и ФИФА в 1994 году. В настоящее время президентом федерации является Рустам Эмомали.

## Национальная сборная

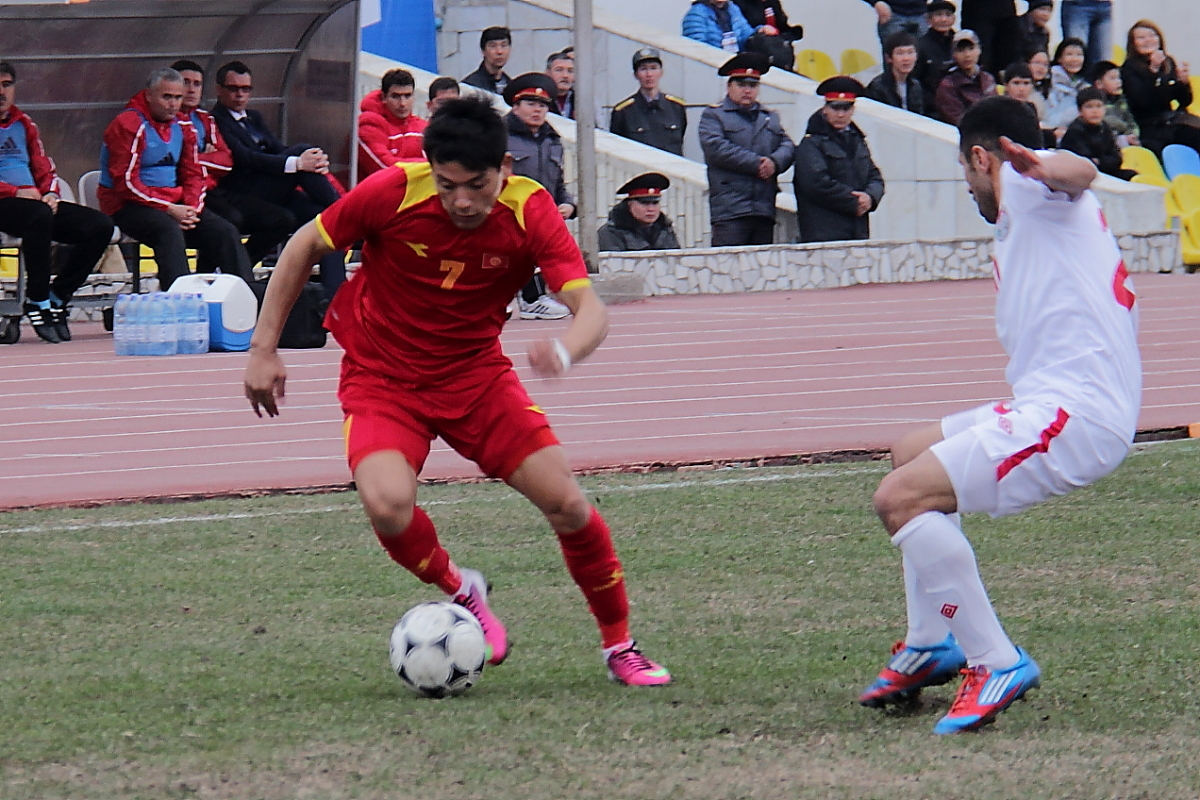
Матч против сборной Кыргызстана, 2013 год

После распада СССР первая игра сборной Таджикистана была со сборной Узбекистана 17 июня 1992 года (результат матча 2:2). В 1990-х команда собиралась нечасто, только на официальные турниры (или квалификации к ним), поскольку федерация имела хронические проблемы с финансированием главной команды страны. В частности, полностью пропущены сборной сезоны 1995, 2001 и 2002 годов. В 2002 году в отборочном матче чемпионата мира сборная выиграла с рекордным счётом 16:0 у сборной Гуама, проиграв затем со счётом 0:2 Ирану. На 14 марта 2012 года сборная провела 98 официальных матчей.
В чемпионатах мира по футболу и Кубках Азии не участвовала, но в Кубках вызова АФК с 2006 по 2012 собрала полный комплект наград — золото 2006 года, серебро 2008 года и бронзу 2010 года. В 2012 году участвовал в финальной части Кубка вызова АФК 2012 и в группе B заняла 3-е место.

### Краткая информация о сборной
| Прозвище              | Персидские львы             |
| Главный тренер        | Тошев                       |
| Капитан               | Дилшод Васиев               |
| Гвардеец сборной      | Ибрахим Рабимов (29)        |
| Бомбардир сборной     | Юсуф Рабиев (15)            |
| Домашний стадион      | Центральный стадион Душанбе |
| Место в рейтинге ФИФА | 136-й (январь, 2015 года)   |

## Лиги и кубки

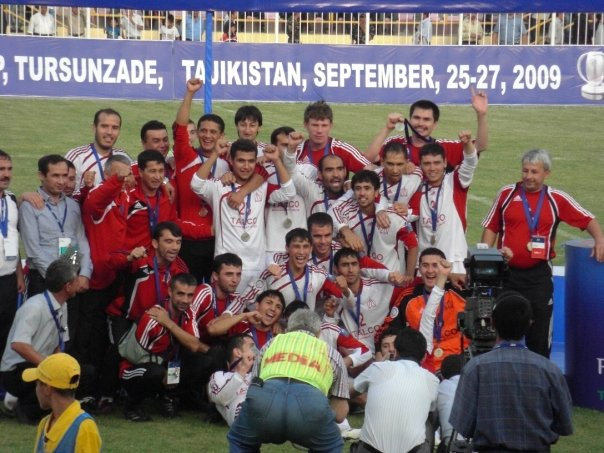
Обладатели Кубка Президента АФК 2009 — «Регар-ТадАЗ»

В системе футбольных лиг, на вершине находятся Высшая Лига и Первая Лига. Победитель Высшей Лиги получает титул Чемпиона Таджикистана. Кроме того, среди национальных кубковых соревнований, есть Кубок Таджикистана. Футбольные клубы занявшие высшие места в Высшей Лиге, получают путевки во второй по значимости турнир в Азии — Кубок АФК и в третий по значимости турнир Азии — Кубок Президента АФК.

## Победители и призёры Высшей лиги
| Сезон | Чемпион                  | Второй призёр            | Третий призёр         | Лучший бомбардир                     |
| ----- | ------------------------ | ------------------------ | --------------------- | ------------------------------------ |
| 1992  | Памир (Душанбе)          | Регар-ТадАЗ (Турсунзаде) | Вахш (Курган-Тюбе)    | Умед Алидодов (Памир) — 11           |
| 1993  | Ситора (Душанбе)         | Памир (Душанбе)          | Пахтакор (Пролетарск) | Холмурад Зардов (Памир) — 30         |
| 1994  | Ситора (Душанбе)         | Памир (Душанбе)          | Пахтакор (Пролетарск) | Давлат Садыков (Хулбук Восе) — 26    |
| 1995  | Памир (Душанбе)          | Истаравшан (Ура-Тюбе)    | Ситора (Душанбе)      | Закир Бердикулов (Истаравшан) — 42   |
| 1996  | Динамо (Душанбе)         | Ситора (Душанбе)         | Худжанд               | Мухиддин Иззатуллоев (Равшан) — 35   |
| 1997  | Вахш (Курган-Тюбе)       | Ранджбар (Восе)          | Худжанд               | Рустам Усманов (Вахш) — 21           |
| 1998  | Варзоб (Душанбе)         | Худжанд                  | Саддам (Сарбанд)      | Назиршо Ризомов (Саддам) — 25        |
| 1999  | Варзоб (Душанбе)         | Ходжа Карим (Газималик)  | Равшан (Куляб)        | Ораз Назаров (Варзоб) — 27           |
| 2000  | Варзоб (Душанбе)         | Регар-ТадАЗ (Турсунзаде) | Худжанд               | Мансур Хакимов (Худжанд) — 28        |
| 2001  | Регар-ТадАЗ (Турсунзаде) | Панджшер (Колхозабад)    | Памир (Душанбе)       | Пирмурад Бурханов (Регар-ТадАЗ) — 20 |
| 2002  | Регар-ТадАЗ (Турсунзаде) | Худжанд                  | Фаррух (Гиссар)       | Джомихон Мухиддинов (Худжанд) — 29   |
| 2003  | Регар-ТадАЗ (Турсунзаде) | Худжанд                  | Парвоз (Чкаловск)     | Осим Бабаев (Регар-ТадАЗ) — 38       |
| 2004  | Регар-ТадАЗ (Турсунзаде) | Вахш (Курган-Тюбе)       | Парвоз (Чкаловск)     | Сухроб Хамидов (Регар-ТадАЗ) — 33    |
| 2005  | Вахш (Курган-Тюбе)       | Регар-ТадАЗ (Турсунзаде) | Парвоз (Чкаловск)     | Ахтам Хамракулов (Вахш) — 12         |
| 2006  | Регар-ТадАЗ (Турсунзаде) | Хима (Душанбе)           | Вахш (Курган-Тюбе)    | Фазил Саттаров (Таджиктелеком) — 20  |
| 2007  | Регар-ТадАЗ (Турсунзаде) | Парвоз (Чкаловск)        | Вахш (Курган-Тюбе)    | Сухроб Хамидов (Хима) — 21           |
| 2008  | Регар-ТадАЗ (Турсунзаде) | Парвоз (Чкаловск)        | Худжанд               | Нумон Хакимов (Парвоз) — 30          |
| 2009  | Вахш (Курган-Тюбе)       | Регар-ТадАЗ (Турсунзаде) | Худжанд               | Нумон Хакимов (Вахш) — 15            |
| 2010  | Истиклол (Душанбе)       | Регар-ТадАЗ (Турсунзаде) | Вахш (Курган-Тюбе)    | Юсуф Рабиев (Истиклол) — 30          |
| 2011  | Истиклол (Душанбе)       | Регар-ТадАЗ (Турсунзаде) | Равшан (Куляб)        | Юсуф Рабиев (Истиклол) — 32          |
| 2012  | Равшан (Куляб)           | Регар-ТадАЗ (Турсунзаде) | Истиклол (Душанбе)    | Дилшод Васиев (Истиклол) — 24        |
| 2013  | Равшан (Куляб)           | Истиклол (Душанбе)       | Хайр Вахдат (Вахдат)  | Хусейн Сухраби (Хайр Вахдат) — 11    |
| 2014  | Истиклол (Душанбе)       | Хайр Вахдат (Вахдат)     | Истаравшан            | Дилшод Васиев (Истиклол) — 14        |

## Известные игроки Таджикистана

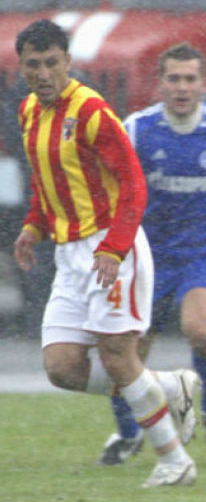
Рахматулло Фузайлов

- 1990-е
- Рашид Рахимов
- Мухсин Мухамадиев
- Сергей Мандреко
- Арсен Аваков
- Шухрат Мамаджанов
- Вазген Манасян
- Тахирджон Муминов
- Хаким Фузайлов
- 2000-е
- Рахматулло Фузайлов
- Сухроб Хамидов
- Алишер Туйчиев
- Фарход Васиев
- Нуриддин Давронов
- Хуршед Махмудов
- Аслиддин Хабибуллоев
- Давронджон Эргашев
- Фарход Тохиров
- Джамолиддин Оев
- Ибрахим Рабимов
- Юсуф Рабиев
- Джомихон Мухиддинов
- Нумонджон Хакимов
- Роман Басманов

## Известные легионеры, работавшие в Таджикистане (игроки и тренеры)
| Футболисты - Глаубер да Силва - Фабрицио Точи - Виллер Соуза Оливейра - Элтон Луис - Риди Трой - Дерби Макинка - Пирсон Мванза - Виздом Чанса - Чарльз Теку - Чарльз Накути - Уильям Гьян - Гершон Акуффо - Садык Муса - Чарыяр Мухадов - Фарход Юлдашев - Сергей Арсланов - Хусейн Сухраби - Саидхусейн Дараби - Саид Мухаммед - Мухаммед Гулипур - Мустафа Ашрафи | - Мануэль Бледа Родригес - Никола Стошич - Александр Кудряшов - Юрий Батуренко - Анатолий Воловоденко - Владимир Ермолаев - Андрей Мананников - Олег Малюков - Валерий Сарычев - Владимир Сысенко - Алексей Чередник - Вазген Манасян - Анатолий Старущенко Тренеры - Владимир Уткин - Олег Ширинбеков - Пётр Качуро - Кемаль Алиспахич - Никола Кавазович - Ахмед Алексеров |

## Стадионы Таджикистана

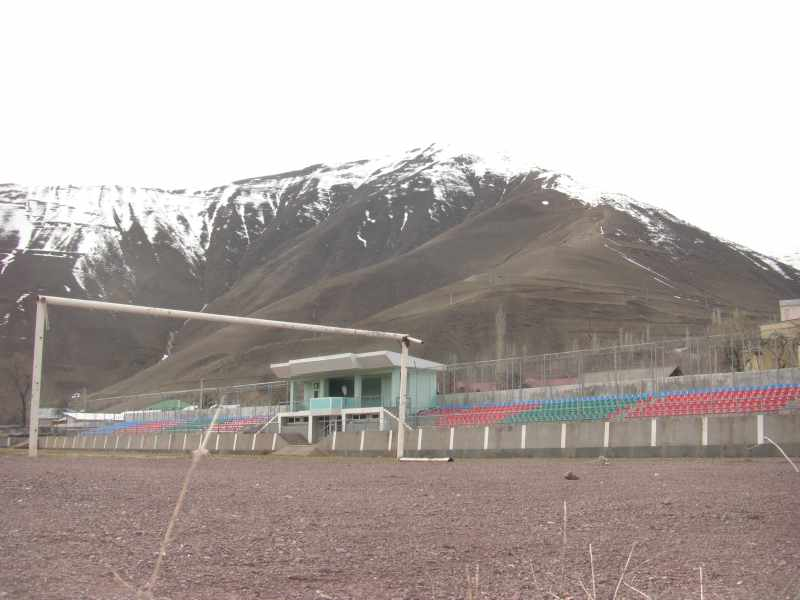
Стадион в городке «Гарм» расположенный между гор

| Стадион                          | Город       | Вместимость |
| -------------------------------- | ----------- | ----------- |
| Стадион Памир                    | Душанбе     | 24.000      |
| Стадион 20-летия независимости   | Худжанд     | 30.000      |
| Стадион Металлург                | Турсунзаде  | 20.000      |
| Центральный стадион Куляба       | Куляб       | 20.000      |
| Спорткомплекс Истаравшан         | Истаравшан  | 20,000      |
| Центральный стадион Курган-Тюбе  | Курган-Тюбе | 13.000      |
| Стадион имени Сафарбека Каримова | Вахдат      | 7,000       |
| Стадион ЦСКА Таджикистана        | Душанбе     | 7.000       |
| Фурудгох                         | Гафуров     | 5,000       |
| Стадион Аэрофлот                 | Душанбе     | 3,000       |
| Стадион Гарм                     | Гарм        | 3.000       |